# MiG 1.44
MiG 1.44 (inna nazwa: MFI) – projekt radzieckiego/rosyjskiego myśliwca przewagi powietrznej zakończonego na etapie demonstratora.

## Historia

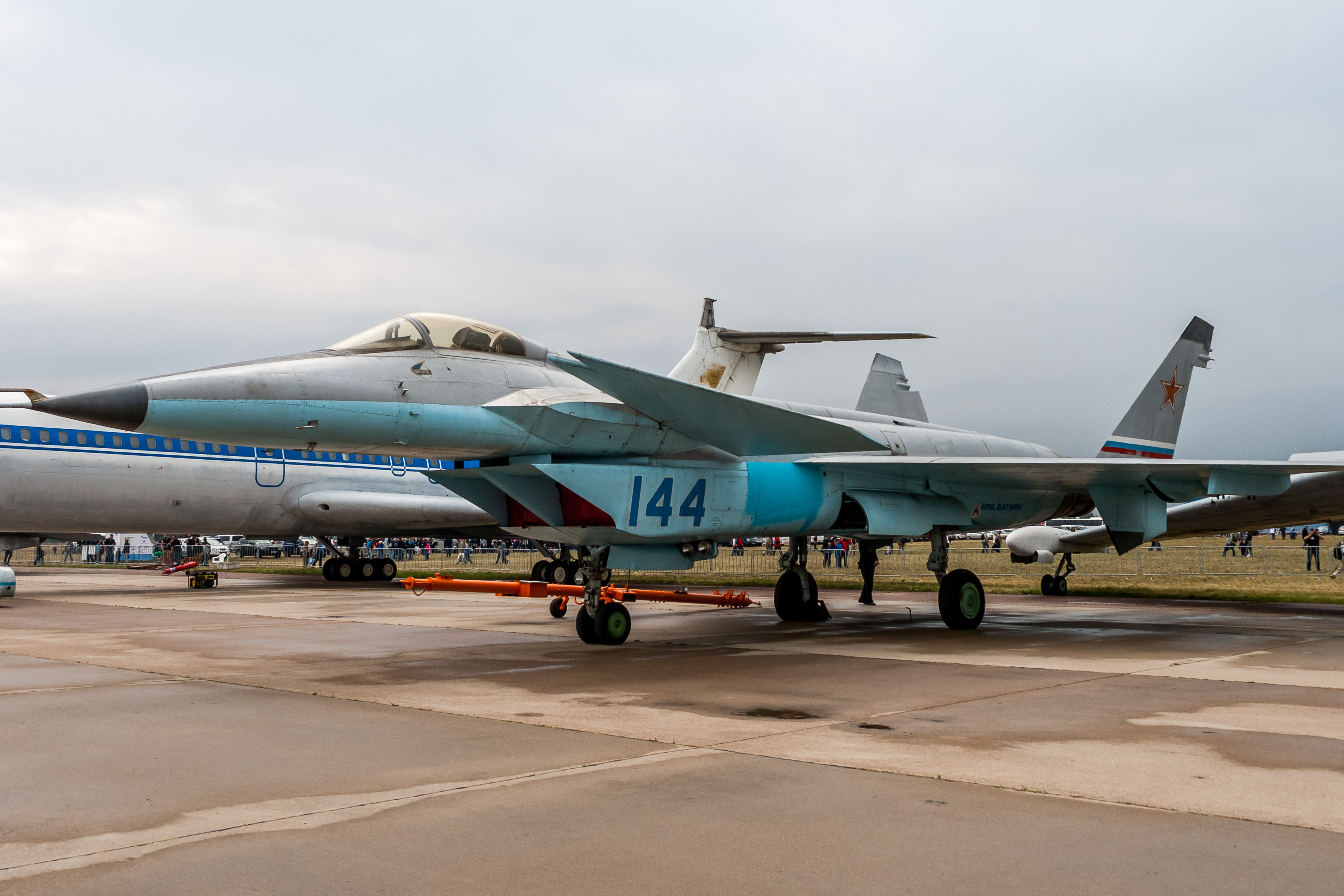
MiG 1.44 podczas pokazów MAKS 2015

Powstawał jeszcze w ZSRR, jednak po jego rozpadzie ze względu na kryzys praktycznie nie był rozwijany. Przedprototyp/demonstrator ukończono na początku lat 1990 i zaczął on wykonywać pierwsze próby kołowania w 1994 roku. Pilot Roman Taskajew podjął nawet próbę oblotu pod koniec 1994 roku. Później pracę na parę lat całkowicie zawieszono. Pierwszy lot nastąpił 29 lutego 2000 r. Za sterami maszyny siedział pilot Władimir Gorbunow. Samolot wówczas traktowany był już raczej jako demonstrator technologii niż prototyp. Miał cyfrowy układ sterowania, silniki o zmiennym wektorze ciągu, cechy obniżonej wykrywalności (nie widać czoła sprężarek silników, pokryty prawdopodobnie powłoką pochłaniającą fale radarowe) oraz możliwość zainstalowania generatorów plazmy, które jeszcze bardziej obniżyłyby sygnaturę radarową samolotu. Uzbrojenie częściowo zagłębione w kadłubie oraz podwieszane na węzłach podskrzydłowych. Jedną z głównych zalet nowego samolotu miała być jego znaczna zwrotność, z dopuszczalnym kątem natarcia do 60 stopni. Projekt został wstrzymany w 1997 roku z powodu braku środków na dalszy rozwój oraz zmiany rosyjskiej doktryny wojennej i ograniczony do stadium badawczego, w celu sprawdzenia zastosowanych w samolocie technologii. Projekt został zarzucony na korzyść nowego programu samolotu wielozadaniowego PAK FA.